# Werner Vordtriede
Werner Vordtriede (* 18. März 1915 in Bielefeld; † 25. September 1985 in İzmir, Türkei) war ein deutsch-amerikanischer Literaturwissenschaftler, Übersetzer, Herausgeber und Schriftsteller. Als „Halbjude“ zur Zeit des Nationalsozialismus verfolgt, ging Vordtriede bereits als Abiturient in die Emigration.

## Leben
Werner Vordtriede wuchs die ersten sieben Jahre in Bielefeld auf. Aufgrund des Ersten Weltkrieges und der frühen Scheidung seiner Eltern zog er mit seiner alleinerziehenden Mutter, der später bekannt gewordenen Journalistin Käthe Vordtriede und seiner Schwester Fränze Vordtriede 1922 zunächst nach Todtmoos im Schwarzwald. Im Frühjahr 1923 zogen sie in das badische Freiburg. Ab 1926 wuchs Werner Vordtriede im Stadtteil Haslach auf. Seinen Vater, den Fabrikanten Gustav Adolf Vordtriede (1882–1929), konnte er nie sehen. Dieser starb bei einem Unfall in Herne.
Bereits in jungen Jahren interessierte sich Vordtriede für Deutschsprachige Literatur sowie Lyrik und korrespondierte mit literarischen Größen wie Kurt Tucholsky oder Arthur Schnitzler. Als Sechzehnjähriger gewann er einen Paris-Aufenthalt mit dem  Schülerwettbewerb Wer schreibt den schönsten Verständigungsbrief? 1933, im Jahr der nationalsozialistischen Machtergreifung, machte der Achtzehnjährige seine Reifeprüfung am Realgymnasium Freiburg (späteres Kepler-Gymnasium) und emigrierte noch im gleichen Jahr in die Schweiz. Dort arbeitete er als Hauslehrer und schrieb nebenbei Artikel und Buchbesprechungen für die Neue Zürcher Zeitung. Um nicht die Aufmerksamkeit der Schweizer Fremdenpolizei zu erregen, publizierte Vordtriede unter den Pseudonymen Werner Salasin, r. e. und Werner Stoutz. Gleichzeitig studierte er im Hauptfach Germanistik und im Nebenfach Anglistik an der Universität Zürich. Seine Professoren waren Emil Ermatinger, Bernhard Fehr sowie Fritz Medicus. 1934 traf er die Philosophin Edith Landmann in Basel und kam so in engen Kontakt mit dem George-Kreis. 1937 erhielt er ein Reise-Stipendium und verbrachte einen Sommer in  der Universitätsstadt Cambridge.
1938 ging Werner Vordtriede in den USA ins Exil. Der englische Romancier Robert Hichens ermöglichte ihm die Überfahrt mit der Niew Amsterdam nach New York. Hichens Figur „Max Lindner“ in seinem Roman „That which is hidden“ spiegelt Werner Vordtriede in seiner Zeit als Student in Zürich wider. Mit Hilfe der Organisation American Guild for German Cultural Freedom erhielt er ein Stipendium. Vordtriede setzte seine Studien an der University of Cincinnati fort und erreichte 1939, mit einer Arbeit über den Lyriker Friedrich Hölderlin, seinen Magister artium. Anschließend arbeitete er als Tutor an der Northwestern University in Evanston (Illinois). Bei einem Europabesuch wurde Vordtriede in Frankreich vom Ausbruch des Zweiten Weltkrieges überrascht und als Enemy Alien interniert. Durch die Intervention von André Gide kam er nach drei Monaten aus dem Internierungslager Les Essarts-Varimpré frei und durfte zurück nach Amerika. 1941 traf er seine ebenfalls in die USA emigrierte Mutter in New York, die ab 1942 ebenfalls am Studienort Evanston wohnte. Im Exil machte Vordtriede Bekanntschaft mit dem Dichter Saint-John Perse, dem Romancier Richard Beer-Hofmann und der Wissenschaftlerin Christiane Zimmer. Im Mai 1943 traf er in Oberlin auf den Generalsekretär Prinz zu Löwenstein, der dort gerade Öffentlichkeitsarbeit für das American Guild for German Cultural Freedom machte.
Es folgten Tätigkeiten an der Rutgers University sowie der Central Michigan University. 1945 Erwerb des Doktorgrades Ph.D. an der Northwestern University, mit einer Dissertation über die französischen Lyriker Stéphane Mallarmé und Stefan George: The Conception of the Poet in the Works of Stéphane Mallarmé and Stefan George. Zuvor erfolgte die Änderung seiner Studienfächer in das Hauptfach Romanistik und Nebenfach Germanistik. Danach arbeitete Vordtriede als Dozent für französische und deutsche Literatur, unter anderem an der Princeton University. Dort lernte er den Historiker Erich von Kahler sowie den Schriftsteller Hermann Broch kennen. 1946 erhielt der Wissenschaftler die Staatsbürgerschaft der Vereinigten Staaten. Im Jahr 1947 folgte er einem Ruf der Universität von Wisconsin, wo er Professor für Germanistik wurde. Im gleichen Jahr emigrierte auch seine Schwester Fränze in die USA. 1957 erhielt Vordtriede ein Guggenheim-Stipendium (Guggenheim Fellow). Bis Ende der 50er-Jahre unternahm er regelmäßig Studienreisen nach Europa; dabei besuchte er auch seine alte Heimat Freiburg.
1961 kehrte Werner Vordtriede ins Nachkriegsdeutschland zurück und ließ sich als freier Schriftsteller in München nieder. 1962 war er zunächst Privatdozent für Literaturwissenschaft an der Universität München und 1963 auch Gastprofessor an der Ohio State University. 1965 erfolgt die Umhabilitation zum Professor Dr. phil. In den 60er-Jahren war Vordtriede Stammgast im Literaturtreff Schelling-Salon, nahe der Universität. 1966 zog Christiane Zimmer in dasselbe Haus wie Vordtriede. Bis zu seiner Emeritierung im Jahr 1976 hielt er Gastvorlesungen an den Universitäten zu Berlin, Heidelberg und Göttingen. Zu seinen bekanntesten Studenten gehörten Dieter Borchmeyer, Joseph von Westphalen und Werner Herzog. Ferner stand Vordtriede dem George-Kreis nahe. 1985 feierte er seinen 70. Geburtstag. Dabei wurde erstmals ein Kapitel seines vierten Romans vorgestellt. Das Werk konnte allerdings nicht mehr veröffentlicht werden.
Werner Vordtriede war homosexuell und stand in Kontakt mit homosexuellen Literaten und Zirkeln seiner Zeit.
Ende September 1985 starb Werner Vordtriede bei einer Reise in die Türkei. Die Studienreise hatte der Freundeskreis der Glyptothek in München ausgerichtet. Bereits Monate vorher hatte er einen ersten Herzinfarkt erlitten. Die Urnenbeisetzung auf dem Münchner Nordfriedhof fand am 25. Oktober 1985 statt.
Da er keine Nachkommen hatte, übernahm die Nachlassverwaltung der Literaturwissenschaftler Dieter Borchmeyer, ein ehemaliger Student und Freund. Ein Teil des Vermächtnisses erhielt später das Literaturarchiv Marbach. Dort wird er als Germanist geführt. Mit Victor Lange und Arno Schirokauer zählte Vordtriede zu den Germanisten deutscher Herkunft, die in Amerika eine bemerkenswerte Bedeutung erlangt haben. Sein im Exil geschriebenes Tagebuch ist heute Teil der Exilliteratur und Forschungsgegenstand. Als einzigem der Familie Vordtriede gelang ihm erfolgreich die Remigration. 2015 wurde sein Grab aufgelöst.

## Schriften
- Novalis und die französischen Symbolisten. Stuttgart 1963.
- Der Nekromant. Text für eine Oper. München 1968.
- Das verlassene Haus. Tagebuch aus dem amerikanischen Exil 1938–1947. München 1975.
- Geheimnisse an der Lummer. Wien 1979.
- Der Innenseiter. München 1981.
- Ulrichs Ulrich oder Vorbereitungen zum Untergang. München 1982.
- Ghaselen. München 1985. (unveröffentlicht)

### Zeitschriftenbeiträge (Auswahl)
- Der Tod als ewiger Augenblick. In: Modern Language Notes. Zeitschrift der Modern Language Association. Ausgabe 8, 1948, S. 520–525.
- Gespräche mit Beer-Hoffmann. In: Neue Deutsche Rundschau. Literaturzeitschrift. Ausgabe 63, 1952, S. 122–151.
- Bettinas englisches Wagnis. In: Euphorion. Zeitschrift für Literaturgeschichte. Ausgabe 51, 1957, S. 271–294.
- Die Entstehung des Symbols in der Dichtung. In: Deutsche Rundschau. Zeitschrift für Literatur und Wissenschaft. 88. Jahrgang, Ausgabe 8, 1962, S. 744–749.
- Die deutsche Alice. In: Merkur. Deutsche Zeitschrift für europäisches Denken. Ausgabe 194, 1964, S. 392–394.
- Vorläufige Gedanken zu einer Typologie der Exilliteratur. In: Akzente. Zeitschrift für Exilliteratur. Ausgabe 15, 1968, S. 556–575.
- Die Wollust der Fußnote. Über Vladimir Nabokovs „Fahles Feuer“. In: Merkur. Deutsche Zeitschrift für europäisches Denken. Ausgabe 255, 1969, S. 678–686.
- Besuch bei Clara Rilke. In: Castrum Peregrini. Geisteswissenschaftliche Zeitschrift. Ausgabe 129, 1973, S. 44–56.
- Rudolf Borchardt und die europäische Tradition. In: Jahrbuch der Deutschen Schillergesellschaft. Ausgabe 22, 1978, S. 728–741.

### Herausgeberschaft (Auswahl)
- Achim von Arnim und Bettina Brentano: Achim und Bettina in ihren Briefen. 2 Bände. Frankfurt 1961.
- John Donne: Metaphysische Dichtungen. (englisch-deutsch). Berlin 1961.
- Andrew Marvell: Gedichte. (zweisprachig). Berlin 1962.
- Clemens Brentano: Gedichte. Frankfurt am Main 1963.
- Edith Sitwell: Gedichte. Frankfurt am Main 1964. (mit Christian Enzensberger und Erich Fried)
- Jacob Grimm: Jacob Grimm über seine Entlassung. Frankfurt am Main 1964.
- Quirinus Kuhlmann: Aus dem Kühlpsalter. Berlin 1966.
- Heinrich Heine: Heine-Kommentar. 2 Bände. München 1970. (mit Uwe Schweikert)
- William Butler Yeats: Werke, Band I–VI. 6 Bände. Neuwied 1970.
- Heinrich Heine: Dichter über ihre Dichtungen. Band 8/II. München 1971. (mit Rudolf Hirsch)
- Therese von Bacheracht und Karl Gutzkow: Unveröffentlichte Briefe. 1842–1849. München 1971.
- William Butler Yeats: Liebesgedichte. München 1976.
- Clemens Brentano: Der Dichter über sein Werk. München 1978. (mit Gabriele Bartenschläger)
- Bettina von Arnim: Bettina von Arnims Armenbuch. Frankfurt 1981.
- Stefan George: Werke. Ausgabe in vier Bänden. Band 2 und 3. München 1983.
- Heinrich Heine: Sämtliche Werke in vier Bänden. Zürich/Stuttgart 1997.